# PDPN
PDPN (англ. Podoplanin) – білок, який кодується однойменним геном, розташованим у людей на короткому плечі 1-ї хромосоми.  Довжина поліпептидного ланцюга білка становить 162 амінокислот, а молекулярна маса — 16 698.
| 10         |  | 20         |  | 30         |  | 40         |  | 50         |
| ---------- |  | ---------- |  | ---------- |  | ---------- |  | ---------- |
| MWKVSALLFV |  | LGSASLWVLA |  | EGASTGQPED |  | DTETTGLEGG |  | VAMPGAEDDV |
| VTPGTSEDRY |  | KSGLTTLVAT |  | SVNSVTGIRI |  | EDLPTSESTV |  | HAQEQSPSAT |
| ASNVATSHST |  | EKVDGDTQTT |  | VEKDGLSTVT |  | LVGIIVGVLL |  | AIGFIGAIIV |
| VVMRKMSGRY |  | SP         |  |            |  |            |  |            |

A: Аланін

D: Аспарагінова кислота

E: Глутамінова кислота

F: Фенілаланін

G: Гліцин

H: Гістидин

I: Ізолейцин

K: Лізин

L: Лейцин

M: Метіонін

N: Аспарагін

P: Пролін

Q: Глутамін

R: Аргінін

S: Серин

T: Треонін

V: Валін

W: Триптофан

Кодований геном білок за функцією належить до білків розвитку. 
Задіяний у таких біологічних процесах як пдтримання форми клітини, поліморфізм. 
Білок має сайт для зв'язування з сіаловими кислотами. 
Локалізований у клітинній мембрані, мембрані, клітинних відростках.